# Governatore del Connecticut
Il governatore del Connecticut è il capo del ramo esecutivo dello stato del Connecticut.
Attualmente, il governatore in carica è il democratico Ned Lamont.

## Storia
La prima costituzione del 1818 prevedeva che il mandato durasse un anno, in seguito tale durata aumentò prima a due anni nel 1875 e poi a quattro anni nel 1948.
La costituzione del Connecticut ratificata nel 1965 stabilisce che il mandato abbia inizio il mercoledì dopo il primo lunedì nel mese di gennaio a seguito di una elezione.

## Elenco
Non si considerano i primi 15 governatori ai tempi della colonia.
| #  | Foto | Nome                       | Mandato          | Mandato          | Partito                                                     | Vicegovernatore                                       |
| #  | Foto | Nome                       | Inizio           | Termine          | Partito                                                     | Vicegovernatore                                       |
| -- | ---- | -------------------------- | ---------------- | ---------------- | ----------------------------------------------------------- | ----------------------------------------------------- |
| 16 |      | Jonathan Trumbull          | 1º ottobre 1769  | 13 maggio 1784   | Nessun partito                                              | Matthew Griswold                                      |
| 17 |      | Matthew Griswold           | 13 maggio 1784   | 11 maggio 1786   | Federalista                                                 | Samuel Huntington                                     |
| 18 |      | Samuel Huntington          | 11 maggio 1786   | 5 gennaio 1796   | Federalista                                                 | Oliver Wolcott                                        |
| 19 |      | Oliver Wolcott             | 5 gennaio 1796   | 1º dicembre 1797 | Federalista                                                 | Jonathan Trumbull Jr.                                 |
| 20 |      | Jonathan Trumbull Jr.      | 1º dicembre 1797 | 7 agosto 1809    | Federalista                                                 | John Treadwell                                        |
| 21 |      | John Treadwell             | 7 agosto 1809    | 9 maggio 1811    | Federalista                                                 | Roger Griswold                                        |
| 22 |      | Roger Griswold             | 9 maggio 1811    | 25 ottobre 1812  | Federalista                                                 | Cotton John Smith                                     |
| 23 |      | Cotton John Smith          | 25 ottobre 1812  | 8 maggio 1817    | Federalista                                                 | Chauncey Goodrich                                     |
| 24 |      | Oliver Wolcott Jr.         | 8 maggio 1817    | 2 maggio 1827    | Tolleranza (1817-1819) Democratico-Repubblicano (1819-1827) | Jonathan Ingersoll                                    |
| 25 |      | Gideon Tomlinson           | 2 maggio 1827    | 2 marzo 1831     | Democratico-Repubblicano                                    | John Samuel Peters                                    |
| 26 |      | John Samuel Peters         | 2 marzo 1831     | 1º maggio 1833   | Repubblicano Nazionale                                      | Taddeo Betts                                          |
| 27 |      | Henry W. Edwards           | 1º maggio 1833   | 7 maggio 1834    | Democratico                                                 | Ebenezer Stoddard                                     |
| 28 |      | Samuel A. Foot             | 7 maggio 1834    | 6 maggio 1835    | Whig                                                        | Taddeo Betts                                          |
| 29 |      | Henry W. Edwards           | 6 maggio 1835    | 2 maggio 1838    | Democratico                                                 | Ebenezer Stoddard                                     |
| 30 |      | William W. Ellsworth       | 2 maggio 1838    | 4 maggio 1842    | Whig                                                        | Charles Hawley                                        |
| 31 |      | Chauncey Fitch Cleveland   | 4 maggio 1842    | 1º maggio 1844   | Democratico                                                 | William S. Holabird                                   |
| 32 |      | Roger Sherman Baldwin      | 1º maggio 1844   | 6 maggio 1846    | Whig                                                        | Ruben Booth                                           |
| 33 |      | Isaac Toucey               | 6 maggio 1846    | 5 maggio 1847    | Democratico                                                 | Noyes Billings                                        |
| 34 |      | Clark Bissell              | 5 maggio 1847    | 2 maggio 1849    | Whig                                                        | Charles J. McCurdy                                    |
| 35 |      | Joseph Trumbull            | 2 maggio 1849    | 4 maggio 1850    | Whig                                                        | Thomas Backus                                         |
| 36 |      | Thomas H. Seymour          | 4 maggio 1850    | 13 ottobre 1853  | Democratico                                                 | Charles H. Pond                                       |
| 37 |      | Charles H. Pond            | 13 ottobre 1853  | 3 maggio 1854    | Democratico                                                 |                                                       |
| 38 |      | Henry Dutton               | 3 maggio 1854    | 2 maggio 1855    | Whig                                                        | Alexander H. Holley                                   |
| 39 |      | William T. Minor           | 2 maggio 1855    | 6 maggio 1857    | Know Nothing                                                | William Field                                         |
| 40 |      | Alexander H. Holley        | 6 maggio 1857    | 5 maggio 1858    | Repubblicano                                                | Alfred A. Burnham                                     |
| 41 |      | William Alfred Buckingham  | 5 maggio 1858    | 2 maggio 1866    | Repubblicano                                                | Julius Catlin                                         |
| 42 |      | Joseph Roswell Hawley      | 2 maggio 1866    | 1º maggio 1867   | Repubblicano                                                | Oliver Winchester                                     |
| 43 |      | James E. English           | 1º maggio 1867   | 5 maggio 1869    | Democratico                                                 | Ephraim H. Hyde                                       |
| 44 |      | Marshall Jewell            | 5 maggio 1869    | 4 maggio 1870    | Repubblicano                                                | Francis Wayland III                                   |
| 45 |      | James E. English           | 4 maggio 1870    | 16 maggio 1871   | Democratico                                                 | Julius Hotchkiss                                      |
| 46 |      | Marshall Jewell            | 16 maggio 1871   | 7 maggio 1873    | Repubblicano                                                | Morris Tyler                                          |
| 47 |      | Charles Roberts Ingersoll  | 7 maggio 1873    | 3 gennaio 1877   | Democratico                                                 | George G. Sill                                        |
| 48 |      | Richard D. Hubbard         | 3 gennaio 1877   | 9 gennaio 1879   | Democratico                                                 | Francis Loomis                                        |
| 49 |      | Charles B. Andrews         | 9 gennaio 1879   | 5 gennaio 1881   | Repubblicano                                                | David Gallup                                          |
| 50 |      | Hobart B. Bigelow          | 5 gennaio 1881   | 3 gennaio 1883   | Repubblicano                                                | William H. Bulkeley                                   |
| 51 |      | Thomas M. Waller           | 3 gennaio 1883   | 8 gennaio 1885   | Democratico                                                 | George G. Sumner                                      |
| 52 |      | Henry Harrison B. Harrison | 8 gennaio 1885   | 7 gennaio 1887   | Repubblicano                                                | Lorrin A. Cooke                                       |
| 53 |      | Phineas C. Lounsbury       | 7 gennaio 1887   | 10 gennaio, 1889 | Repubblicano                                                | James L. Howard                                       |
| 54 |      | Morgan G. Bulkeley         | 10 gennaio, 1889 | 4 gennaio, 1893  | Repubblicano                                                | Samuel E. Merwin                                      |
| 55 |      | Luzon B. Morris            | 4 gennaio, 1893  | 9 gennaio 1895   | Democratico                                                 | Ernest Cady                                           |
| 56 |      | Vincent Owen Coffin        | 9 gennaio 1895   | 6 gennaio 1897   | Repubblicano                                                | Lorrin A. Cooke                                       |
| 57 |      | Lorrin A. Cooke            | 6 gennaio 1897   | 4 gennaio 1899   | Repubblicano                                                | James D. Dewell                                       |
| 58 |      | George E. Lounsbury        | 4 gennaio 1899   | 9 gennaio 1901   | Repubblicano                                                | Lyman A. Mills                                        |
| 59 |      | George P. McLean           | 9 gennaio 1901   | 7 gennaio 1903   | Repubblicano                                                | Edwin O. Keeler                                       |
| 60 |      | Abiram Chamberlain         | 7 gennaio 1903   | 4 gennaio 1905   | Repubblicano                                                | Henry Roberts                                         |
| 61 |      | Henry Roberts              | 4 gennaio 1905   | 9 gennaio 1907   | Repubblicano                                                | Rollin S. Woodruff                                    |
| 62 |      | Rollin S. Woodruff         | 9 gennaio 1907   | 6 gennaio 1909   | Repubblicano                                                | Everett J. Lake                                       |
| 63 |      | George L. Lilley           | 6 gennaio 1909   | 21 aprile 1909   | Repubblicano                                                | Frank B. Weeks                                        |
| 64 |      | Frank B. Weeks             | 21 aprile 1909   | 4 gennaio 1911   | Repubblicano                                                |                                                       |
| 65 |      | Simeon Eben Baldwin        | 4 gennaio 1911   | 6 gennaio 1915   | Democratico                                                 | Dennis A. Blakeslee                                   |
| 66 |      | Marcus H. Holcomb          | 6 gennaio 1915   | 5 gennaio 1921   | Repubblicano                                                | Clifford B. Wilson                                    |
| 67 |      | Everett J. Lake            | 5 gennaio 1921   | 3 gennaio 1923   | Repubblicano                                                | Charles A. Templeton                                  |
| 68 |      | Charles A. Templeton       | 3 gennaio 1923   | 7 gennaio 1925   | Repubblicano                                                | Hiram Bingham III                                     |
| 69 |      | Hiram Bingham III          | 7 gennaio 1925   | 8 gennaio 1925   | Repubblicano                                                | John H. Trumbull                                      |
| 70 |      | John H. Trumbull           | 8 gennaio 1925   | 7 gennaio 1931   | Repubblicano                                                | J. Edwin Brainard                                     |
| 71 |      | Wilbur Lucius Cross        | 7 gennaio, 1931  | 4 gennaio 1939   | Democratico                                                 | Samuel R. Spencer                                     |
| 72 |      | Raymond E. Baldwin         | 4 gennaio 1939   | 8 gennaio 1941   | Repubblicano                                                | James L. McConaughy                                   |
| 73 |      | Robert A. Hurley           | 8 gennaio 1941   | 6 gennaio 1943   | Democratico                                                 | Odell Shepard                                         |
| 74 |      | Raymond E. Baldwin         | 6 gennaio 1943   | 27 dicembre 1946 | Repubblicano                                                | William L. Hadden                                     |
| 75 |      | Charles Wilbert Snow       | 27 dicembre 1946 | 8 gennaio 1947   | Democratico                                                 |                                                       |
| 76 |      | James L. McConaughy        | 8 gennaio 1947   | 7 marzo 1948     | Repubblicano                                                | James C. Shannon                                      |
| 77 |      | James C. Shannon           | 7 marzo 1948     | 5 gennaio 1949   | Repubblicano                                                | Robert E. Parsons                                     |
| 78 |      | Chester Bowles             | 5 gennaio 1949   | 3 gennaio 1951   | Democratico                                                 | William T. Carroll                                    |
| 79 |      | John Davis Lodge           | 3 gennaio 1951   | 5 gennaio 1955   | Repubblicano                                                | Edward N. Allen                                       |
| 80 |      | Abraham A. Ribicoff        | 5 gennaio 1955   | 21 gennaio 1961  | Democratico                                                 | Charles W. Jewett                                     |
| 81 |      | John N. Dempsey            | 21 gennaio 1961  | 6 gennaio 1971   | Democratico                                                 | Anthony J. Armentano                                  |
| 82 |      | Thomas Joseph Meskill      | 6 gennaio 1971   | 8 gennaio 1975   | Repubblicano                                                | T. Clark Hull                                         |
| 83 |      | Ella Grasso                | 8 gennaio 1975   | 31 dicembre 1980 | Democratico                                                 | Robert K. Killian                                     |
| 84 |      | William A. O'Neill         | 31 dicembre 1980 | 9 gennaio 1991   | Democratico                                                 | Joseph J. Fauliso                                     |
| 85 |      | Lowell Weicker             | 9 gennaio 1991   | 4 gennaio 1995   | Partito del Connecticut                                     | Eunice Groark                                         |
| 86 |      | John G. Rowland            | 4 gennaio 1995   | 1º luglio 2004   | Repubblicano                                                | Jodi Rell                                             |
| 87 |      | Jodi Rell                  | 1º luglio 2004   | 5 gennaio 2011   | Repubblicano                                                | Kevin Sullivan (2004-2007) Michael Fedele (2007-2011) |
| 88 |      | Dan Malloy                 | 5 gennaio 2011   | 9 gennaio 2019   | Democratico                                                 | Nancy Wyman                                           |
| 89 |      | Ned Lamont                 | 9 gennaio 2019   | in carica        | Democratico                                                 | Susan Bysiewicz                                       |